# 溫斯頓·杜克
溫斯頓·杜克（英語：Winston Duke，1986年11月15日—），托巴哥裔美國男演員。較知名的是在漫威電影宇宙電影《黑豹》（2018年）中的恩巴庫一角，以及2019年電影《我們》中的蓋博·威爾森。

## 早期生活
杜克出生於托巴哥聖保羅（Saint Paul）的阿蓋爾（Argyle）；9歲時，他母親和妹妹移居美國。2004年，杜克畢業於紐約州羅徹斯特的布萊頓高中。

## 職業生涯
2014年，在演出電視劇《疑犯追蹤》前，他便開始在波特蘭舞台公司和耶魯話劇團演出。在耶魯話劇團，他結識了同胞演員露琵塔·尼詠歐，兩人之後皆在漫威電影宇宙電影《黑豹》中演出。
2016年9月，宣布他將於漫威電影宇宙電影《黑豹》中飾演恩巴庫一角。該片於2018年1月上映，除了獲得好評外，也使杜克聞名。

## 作品列表

### 電影
| 年份 | 標題                      | 角色                  | 附註 |
| ---- | ------------------------- | --------------------- | ---- |
| 2018 | 《黑豹》                  | 恩巴庫                |      |
| 2018 | 《復仇者聯盟3：無限之戰》 | 恩巴庫                |      |
| 2019 | 《我們》                  | Gabe Wilson / Abraham |      |
| 2019 | 《復仇者聯盟：終局之戰》  | 恩巴庫                |      |
| 2020 | 《靈魂候選人》            | Will                  |      |
| 2020 | 《史賓賽的機密任務》      | Hawk                  |      |
| 2022 | 《黑豹2：瓦干達萬歲》     | 恩巴庫                |      |
| 2024 | 《特技玩家》              | Dave Kimbley          |      |
| 2026 | 《復仇者聯盟：末日之戰》  | 恩巴庫                |      |

### 電視
| 年份      | 標題                 | 角色           | 附註 |
| --------- | -------------------- | -------------- | ---- |
| 2014      | 《法網遊龍：特案組》 | Cedric Jones   | 1集  |
| 2014–2015 | 《疑犯追蹤》         | Dominic / Mini | 7集  |
| 2015      | 《信使》             | Zahir Zakaria  | 3集  |
| 2015      | 《重案組》           | Curtis Turner  | 1集  |
| 2016      | 《摩登家庭》         | Dwight         | 3集  |

### 廣播
| 年份 | 標題             | 角色        | 附註 |
| ---- | ---------------- | ----------- | ---- |
| 2022 | 《蝙蝠俠未埋葬》 | 布魯斯·韋恩 | 播客 |

## 外部連結
- 溫斯頓·杜克在互联网电影资料库（IMDb）上的資料（英文）
- 溫斯頓·杜克的X（前Twitter）
- 溫斯頓·杜克的Instagram帳戶